# Borgo Valbelluna
Borgo Valbelluna (Borgo in veneto) è un comune italiano sparso di 13 578 abitanti della provincia di Belluno in Veneto, con sede municipale nella frazione di Mel.

## Geografia fisica
Borgo Valbelluna si trova al centro della Valbelluna nella sinistra orografica del fiume Piave, tra le sue rive e le cime delle Prealpi Bellunesi.

### Idrografia
Il comune è inserito nel bacino idrografico del Piave. Questo fiume lambisce tutto il confine settentrionale e poi occidentale del comune. I principali corsi d'acqua all'interno del comune sono i seguenti:
- torrente Ardo
- torrente Tuora
- torrente Limana
- torrente Puner
- torrente Maor
- torrente Terche
- torrente Forada
- torrente Rimonta

### Orografia
Il comune è inserito nel sistema montuoso delle Prealpi Bellunesi dove, nella zona meridionale del territorio, si sviluppa la parte centrale della dorsale Cesen-Visentin.
I rilievi più significativi sono:
- Croda Val della Pila (1254 m s.l.m.)
- Col di Varnada (1321 m s.l.m.)
- Monte Prenduol (1373 m s.l.m.)
- Monte Salvedella (1285 m s.l.m.)
- Monte Pilon (1236 m s.l.m.)
- Monte Boz (1236 m s.l.m.)
- Col de Moi (1358 m s.l.m.)
- Monte Cimone (1290 m s.l.m.)

Nelle vicinanze di Sant'Antonio Tortal sono presenti, lungo il torrente Ardo, i cosiddetti Brent de l'Art, file scavate nella roccia di interesse geologico e naturalistico.

## Storia
Il comune è nato il 30 gennaio 2019 in seguito alla fusione degli ex comuni di Trichiana, Mel e Lentiai. Il nome del nuovo comune è stato deciso il 10 giugno 2018.
Il referendum consultivo per l'approvazione del progetto di fusione si è tenuto in data 16 dicembre 2018 con il seguente risultato:
| Comune    | Affluenza | SÌ  | NO  |
| --------- | --------- | --- | --- |
| Trichiana | 39,9 %    | 60% | 40% |
| Mel       | 39,3 %    | 76% | 24% |
| Lentiai   | 30,0 %    | 65% | 35% |

### Simboli
Nel maggio del 2022, con una consultazione popolare, gli abitanti di Borgo Valbelluna hanno scelto il bozzetto dello stemma e del gonfalone del nuovo comune da presentare per l'approvazione definitiva da parte del Consiglio comunale e successivamente dell'Ufficio Onorificenze e Araldica della Presidenza del Consiglio dei ministri. Lo stemma inquartato contiene gli elementi distintivi dei precedenti comuni: il castello per Lentiai, la croce patriarcale per Mel, il fiume per Trichiana e tre stelle su sfondo rosso a simboleggiare la fusione dei tre enti. Il gonfalone è un drappo tagliato di rosso e di bianco.

## Monumenti e luoghi d'interesse

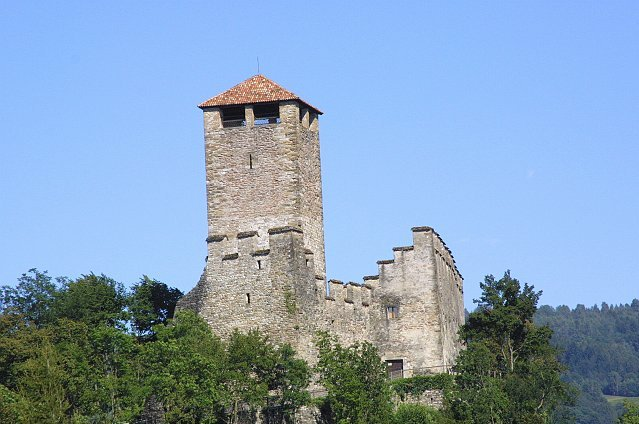
Il castello di Zumelle

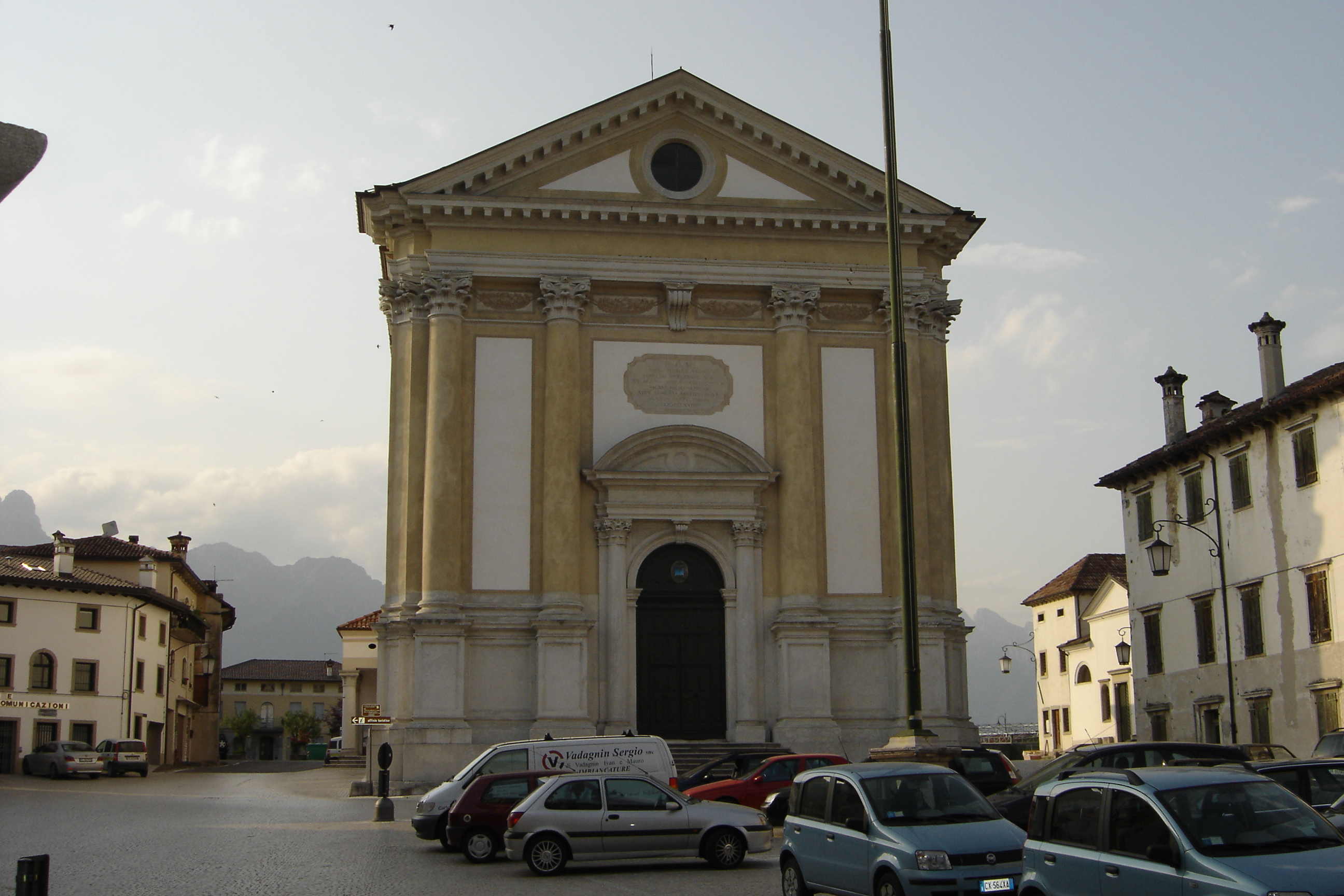
La facciata della chiesa arcipretale dell'Annunziata a Mel

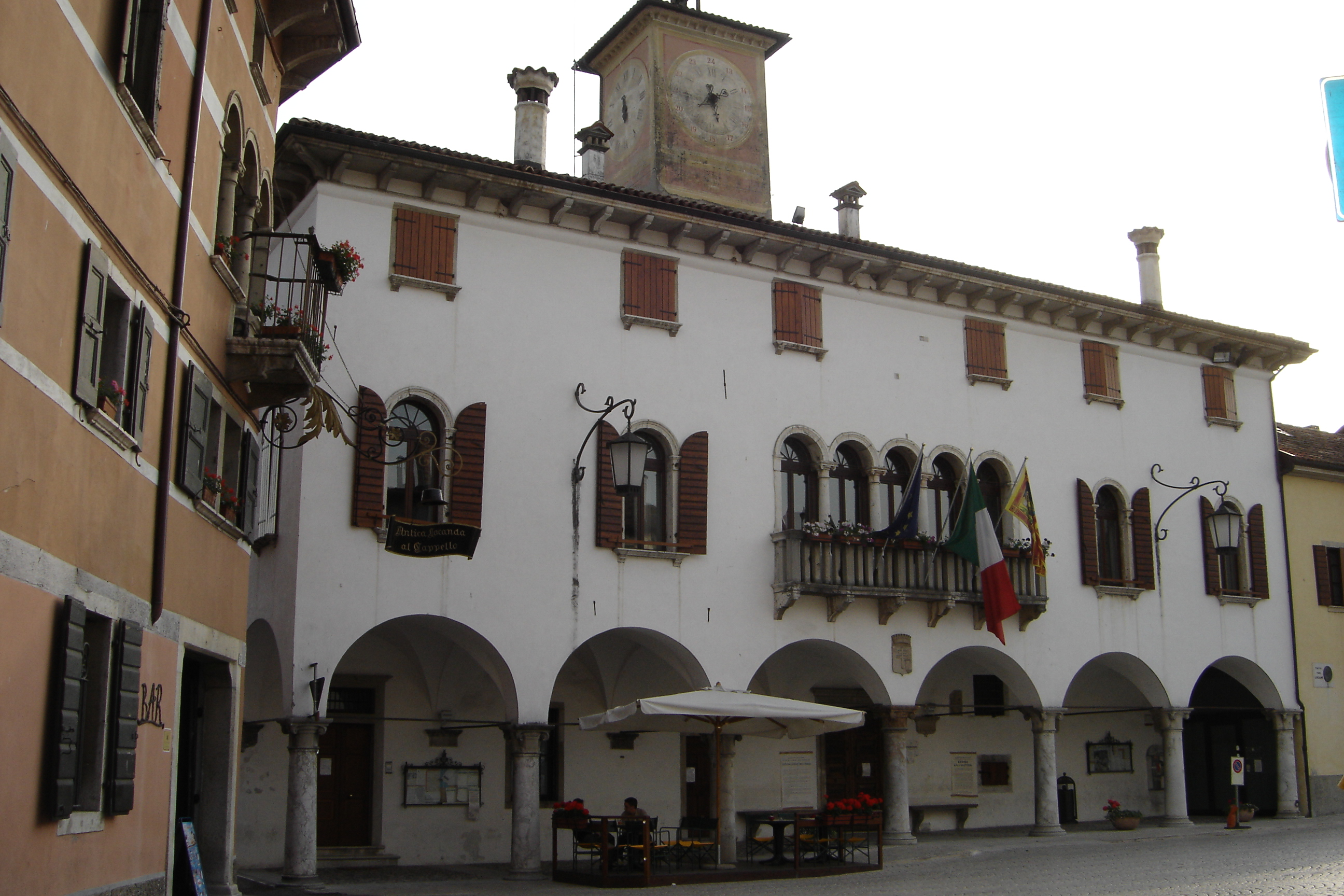
Palazzo Zorzi nel centro storico di Mel, oggi sede centrale del comune

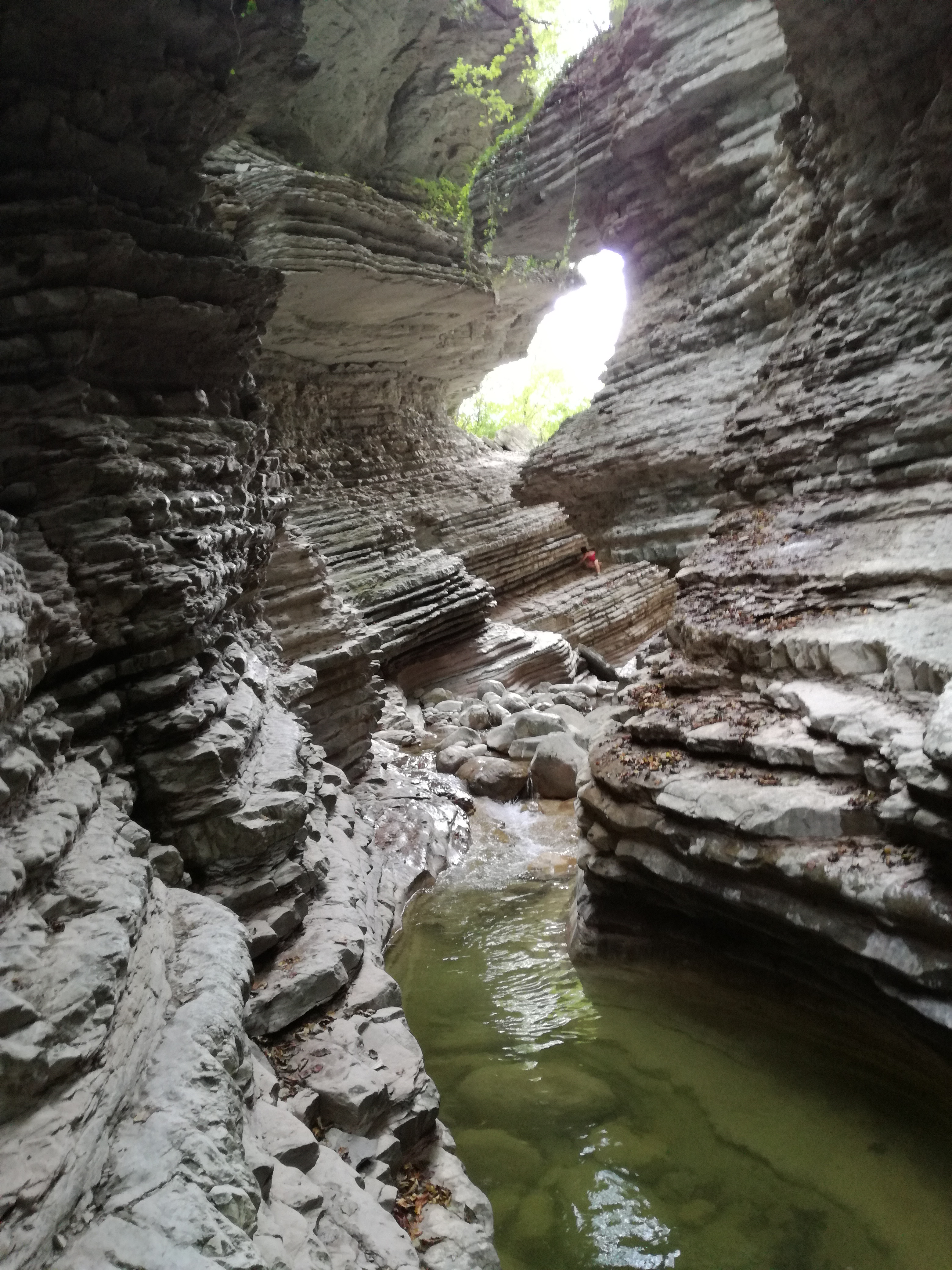
Brent de l'Art in estate

### Centro storico di Mel
Il centro storico di Mel sorge su di un colle nelle vicinanze del Piave, un tempo fortificato e protetto da un castello. Oggi il perimetro delle mura è riconoscibile nei palazzi che racchiudono la piazza e nei resti di una delle porte, oggi riconducibile nell'arcata della Karera. Nella piazza principale, con al centro l'antica Antenna del 1520, si affacciano antichi palazzi, un tempo sedi della nobiltà locale. Tra gli edifici più importanti vi sono la casa Fulcis (ora Zadra, XVII secolo), il Palazzo Fulcis (che oggi ospita l'"Antico albergo Cappello", XVIII secolo) il Palazzo Zorzi (attuale sede del municipio, XVI secolo) con la torretta dell'orologio nella cima e la tipica Loda (loggia) al pian terreno, il palazzo Del Zotto (XVII secolo), la casa Francescon (originaria del XIV secolo), il palazzo Pivetta sorto lungo le antiche mura del feudo.

Al centro del borgo si protende imponente la facciata della settecentesca chiesa arcipretale di Santa Maria Annunziata di epoca barocca, caratterizzata dalla mancanza del campanile, crollato per un incendio nel Settecento e mai più ricostruito. A poca distanza sorge la più antica chiesa dell'Addolorata, che conserva dipinti risalenti al Quattro-Cinquecento. La struttura che oggi vediamo è solo la parte absidale della vecchia chiesa distrutta dal crollo del già citato campanile. Sul lato nord sorge un torrione mozzato adibito a campanile. Nel rione di San Pietro sorge l'antica chiesa di San Pietro del V secolo, oggi sconsacrata; sorgeva sui ruderi di un antico tempio e nel suo sagrato furono scoperti diversi sarcofagi. Poco distante sorgeva l'antica chiesa di San Lorenzo di cui oggi rimane solo il portale, ricollocato nella chiesa di Sant'Antonio a Farra.

Nel Palazzo delle Contesse si trova il Museo Civico Archeologico, con corredi tombali provenienti dalla necropoli paleoveneta sita nella parte bassa dell'abitato. Tale necropoli è una fra le più interessanti del periodo dell'epoca del ferro. Tra gli altri reperti del museo, si ricordano ossari fittili e bronzei, oggetti di ornamento personale quali anelli, armille, spilloni, cinture con ganci decorati, fibule e oggetti di uso quotidiano come coltelli, punteruoli, fusaiole, aghi per la filatura e vasellame.
Il borgo è stato insignito della bandiera arancione dal Touring Club Italiano e dal 2018 fa parte dei I borghi più belli d'Italia.

### Ville venete
Dimore storiche riconosciute oggi come ville venete:
- Villa Montalban a Pialdier del XVIII secolo
- Villa Alpago Novello a Frontin del XVIII secolo
- Villa Agosti a Villanova del XVIII secolo
- Villa Piloni a Casteldardo del XVI secolo e che conserva l'antica Biblioteca Piloni
- Villa Piloni a Carfagnoi del XVII secolo
- Villa Cristini a Lentiai del XVIII secolo
- Villa Vergerio De Mozzi Miane Pante a Lentiai
- Villa Pantz a Lentiai
- Palazzo Pretorio a Cesana del XVI secolo

Altre residenze storiche:
- Villa Villabruna Cesa a Pianazzo del XVII secolo
- Villa Luzzati a Marcador del XVII secolo
- Villa Girlesio a Sant'Antonio Tortal del XVII secolo

### Architetture militari
- Castello di Zumelle
- Torre di Casteldardo

### Architetture religiose
- Chiesa arcipretale di Santa Maria Assunta. Anticamente, la pieve di Lentiai, sorta probabilmente nell'Alto Medioevo, aveva, tra le sue varie filiali, le chiese di Cordellon, Marziai, Villa di Villa e Stabie. L'attuale parrocchiale venne edificata a cavallo tra il Quattrocento ed il Cinquecento; fu dichiarata monumento nazionale nel 1888
- Chiesa arcipretale di Santa Maria Annunziata a Mel del XVIII secolo
- Chiesetta dell'Addolorata a Mel con dipinti del XVI-XVII secolo
- Chiesetta di Sant'Antonio Abate a Bardies, con dipinti della prima metà del XVI secolo
- Chiesa di Santa Maria Assunta e San Felice a Trichiana, cominciata nel XVII secolo
- Chiesa di San Donato presso il castello di Zumelle risalente all'Alto Medioevo
- Chiesa di San Nicolò Vescovo a Villa di Villa

### Siti archeologici
- Necropoli paleoveneta di Mel
- Sito archeologico del Castello di Zumelle
- Sito archeologico di Castelvint

### Siti di interesse naturalistico e ambientale
L'intera dorsale prealpina che interessa il comune è tutelata come zona di protezione speciale (ZPS), mentre l'ambiente fluviale del Piave è tutelato come sito di interesse comunitario (SIC), così come il Monte Cesen.
- Brent de l'Art, canyon scavati nella roccia dal torrente Ardo
- Pian di Coltura, località di Lentiai ed a salire lungo la dorsale che da Monte Artent, attraverso il Col Moscher ed il Col dei Piatti collega al Monte Garda per le spettacolari vedute su tutta la Valbelluna e le Prealpi, oltre che per le estese fioriture del narciso dalla metà di maggio alla metà di giugno.
- Olt de Val d'Arc, geosito naturale composto da un arco di roccia
- Aree palustri di Melere, zona umida di interesse comunitario

## Società

### Evoluzione demografica
Abitanti censiti

## Geografia antropica

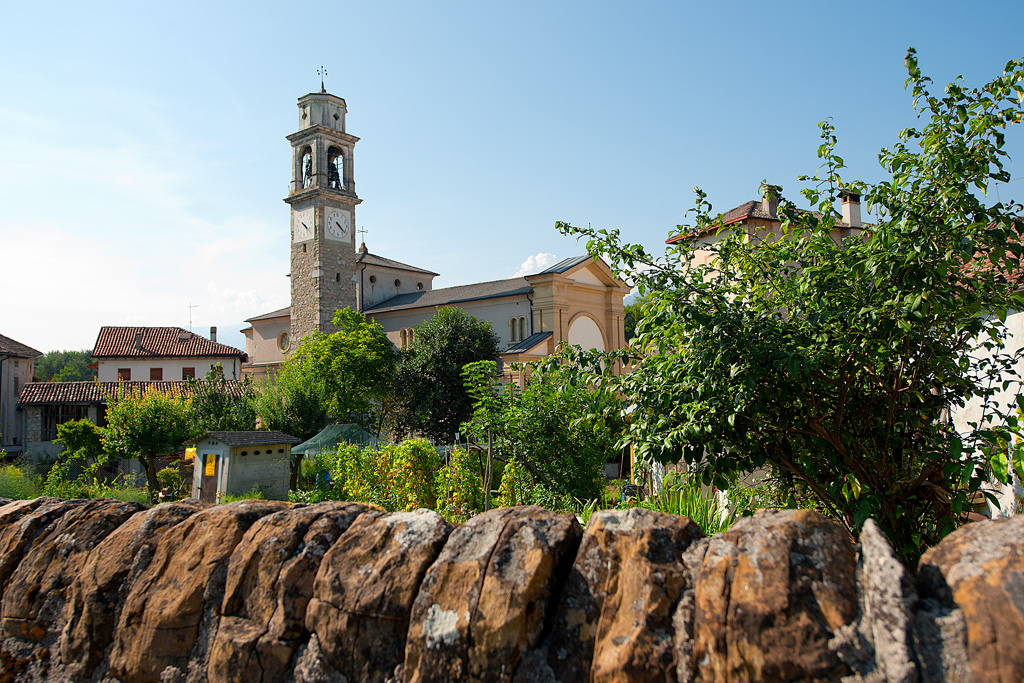
Villa di Villa

### Frazioni
Il vasto territorio del comune è caratterizzato, dal punto di vista insediativo, da diversi paesi di media grandezza nel fondovalle e da una costellazione di tanti piccoli centri diffusi lungo le pendici prealpine.
Per statuto le frazioni sono: Bardies, Boschi, Campedei, Campo, Campo San Pietro, Canai, Carfagnoi, Carve, Carve Montagna, Casteldardo, Cavassico Inferiore, Cavassico Superiore, Cesana, Col, Colderù, Confos, Conzago, Cordellon, Corte,  Farra, Follo, Frontin, Gus, Lentiai, Marcador, Marziai, Mel, Morgan, Nave, Pagogna, Pellegai, Pialdier, Pranolz, Puner, Ronchena, Sant'Antonio Tortal, Samprogno, San Candido, Signa, Stabie, Tallandino, Tiago, Tórta, Tremea, Trichiana, Valmaor, Vanie-Rive di Villa, Villa di Villa, Villapiana, Zottier

### Organizzazioni ecclesiastica
Borgo Valbelluna è l'unico comune della provincia di Belluno ad essere compreso nella diocesi di Vittorio Veneto.

## Infrastrutture e trasporti

### Strade
Il comune è raggiungibile lungo la valle dalla Strada Provinciale 1 della sinistra Piave che collega le città di Feltre e Belluno. Inoltre dalla Strada Provinciale 635 del Passo di San Boldo attraverso il ponte di San Felice che lo collega al comune di Sedico, da qui prosegue fino a Tovena (Cison di Valmarino), giungendo infine a Conegliano. Altro passo che collega Borgo Valbelluna con la Marca Trevigiana è il Praderadego, che da Carve arriva a Valmareno, in comune di Follina.

### Mobilità urbana
Il comune è servito dalle linee Dolomitibus con le tratte:
- Belluno - Limana - Trichiana - Mel - Lentiai - Feltre
- Mas - Trichiana - Bivio Signa

### Ferrovie
Il comune, pur non essendo attraversato da una linea ferroviaria, possiede una propria stazione di riferimento presso l'abitato di Busche, nel comune di Cesiomaggiore, denominata Stazione di Busche-Lentiai-Mel.

## Amministrazione
| Periodo         | Periodo        | Primo cittadino  | Partito                      | Carica      | Note               |
| --------------- | -------------- | ---------------- | ---------------------------- | ----------- | ------------------ |
| 30 gennaio 2019 | 27 maggio 2019 | Carlo De Rogatis |                              | Comm. pref. |                    |
| 27 maggio 2019  | 10 giugno 2024 | Stefano Cesa     | Lista civica Percorso comune | Sindaco     | Già sindaco di Mel |
| 10 giugno 2024  | in carica      | Stefano Cesa     | Lista civica Percorso comune | Sindaco     |                    |

## Galleria d'immagini

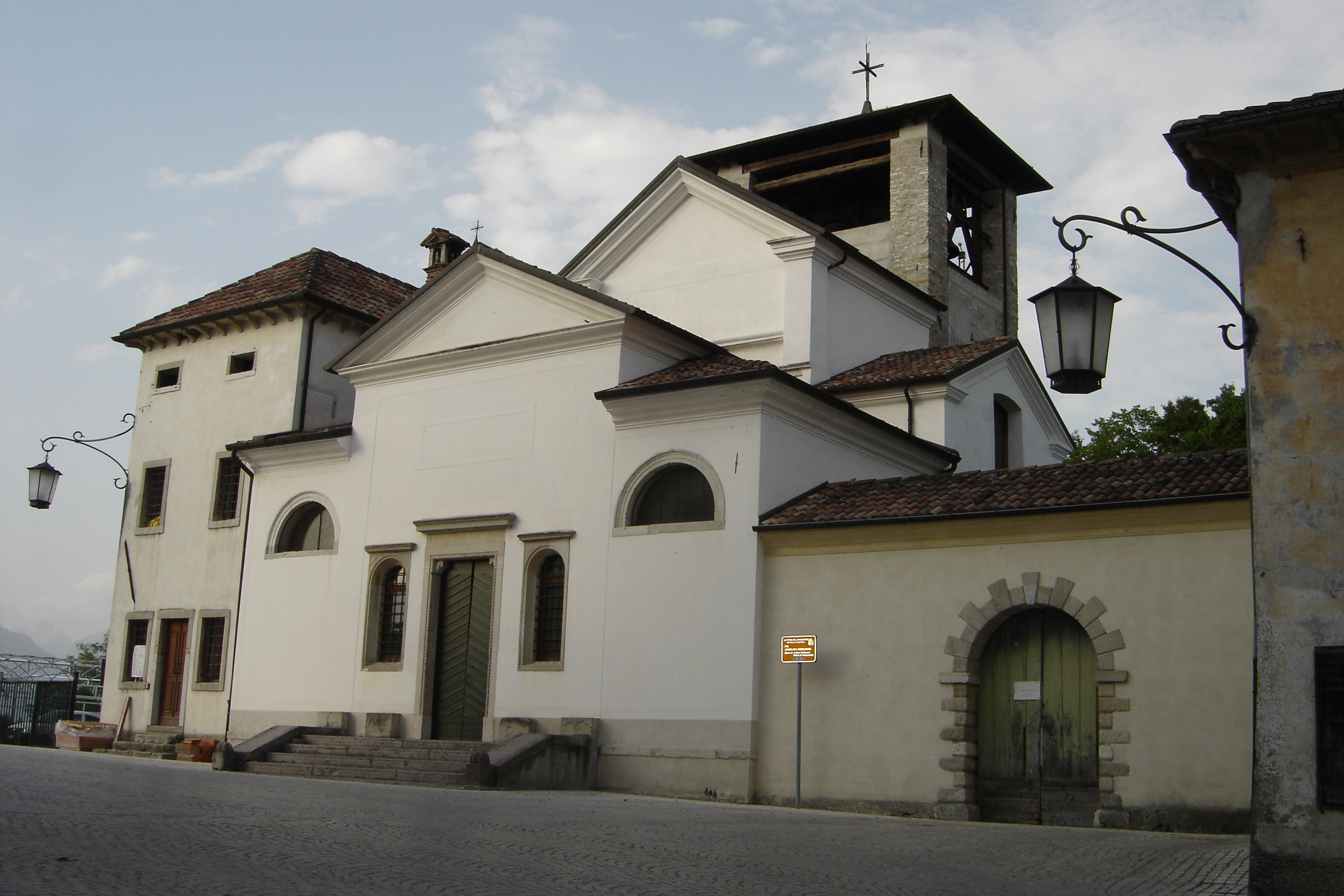
Chiesa della Addolorata, nel centro storico di Mel
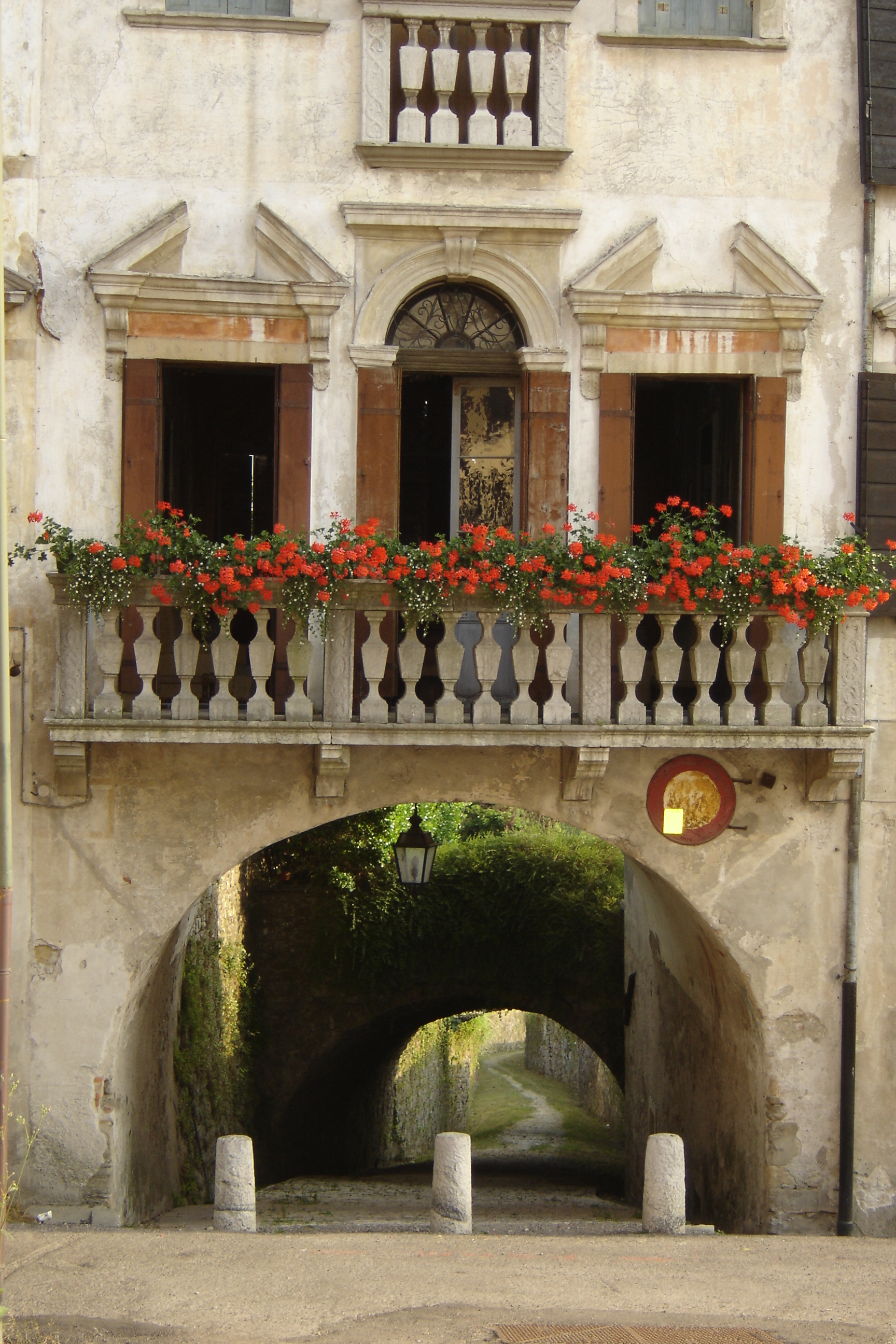
La Karera, antica porta di accesso al borgo mediovale di Mel
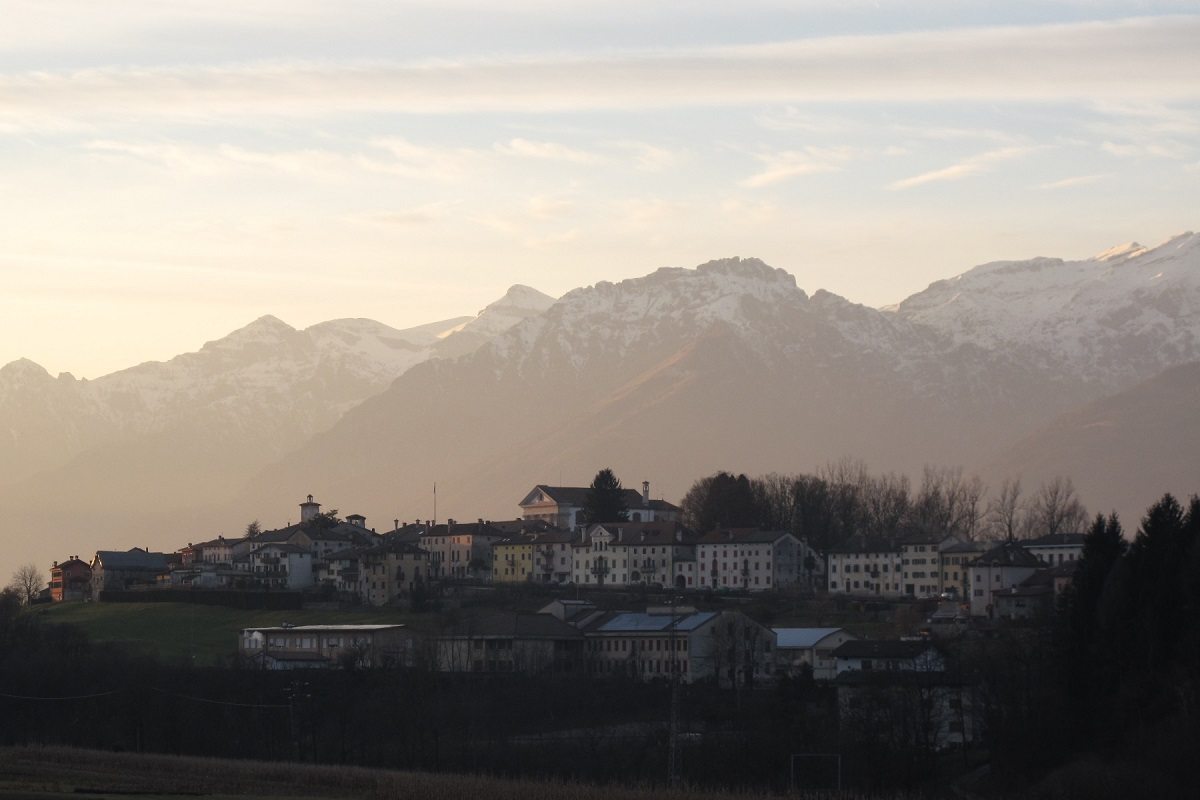
Panorama di Mel
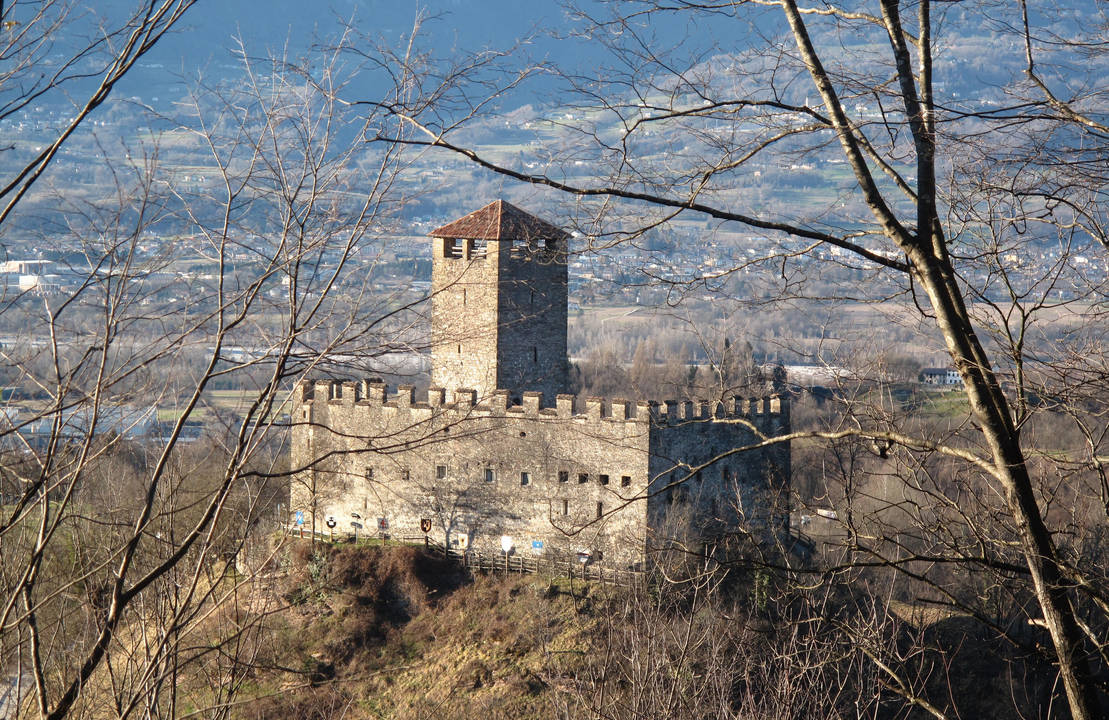
Il castello di Zumelle
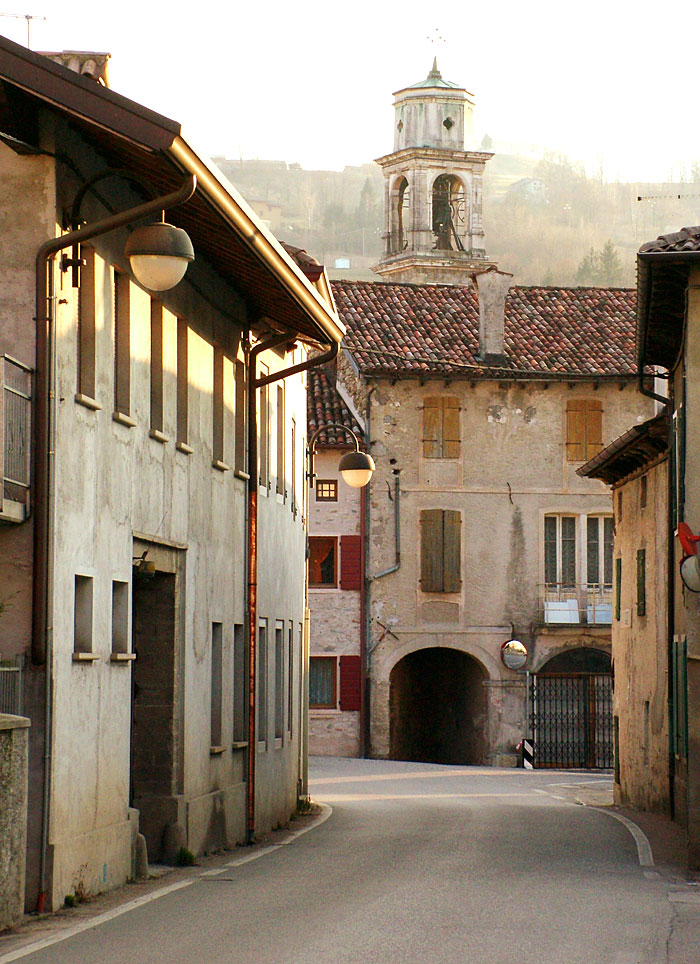
Il centro di Villa
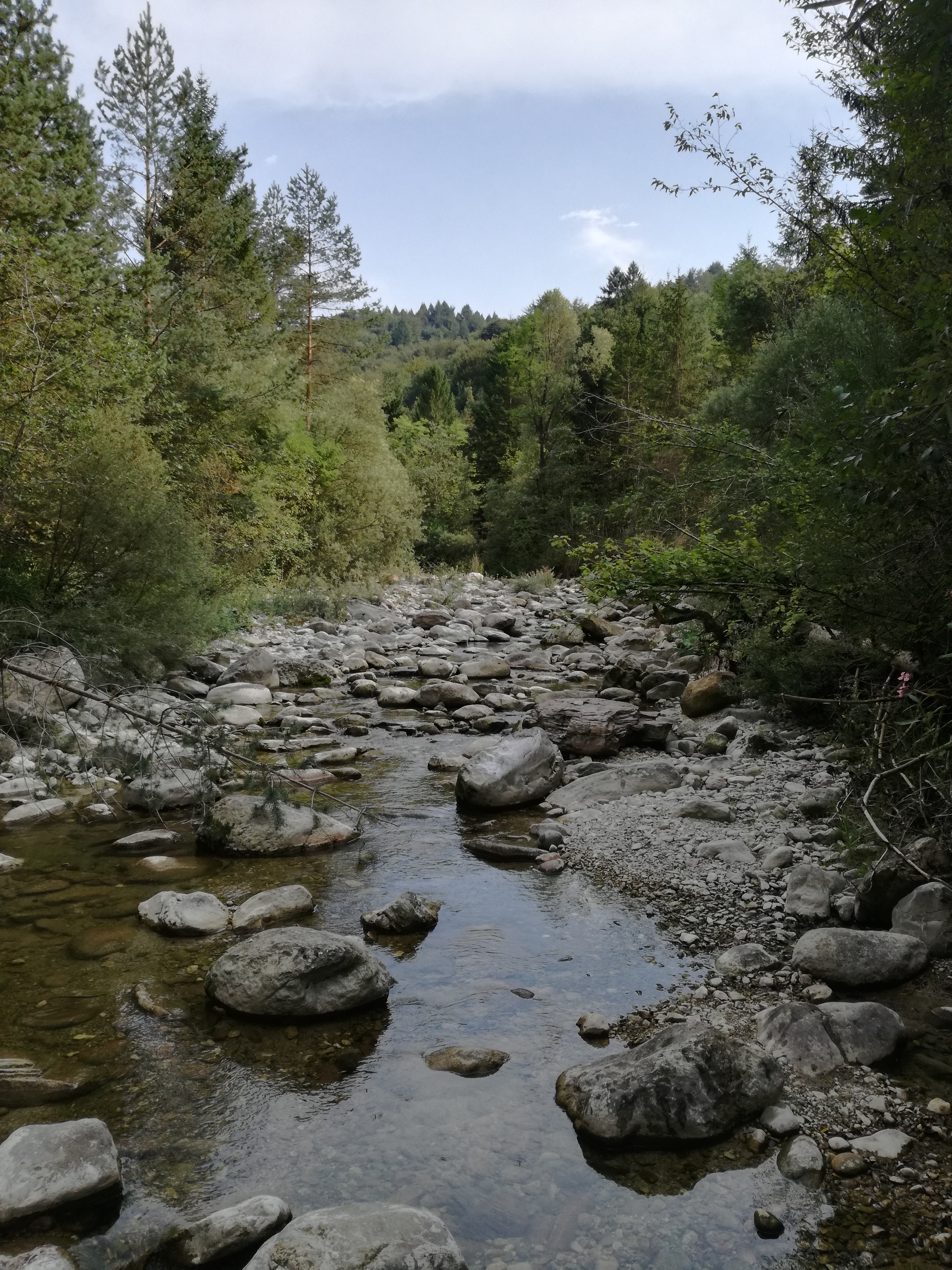
Torrente Ardo
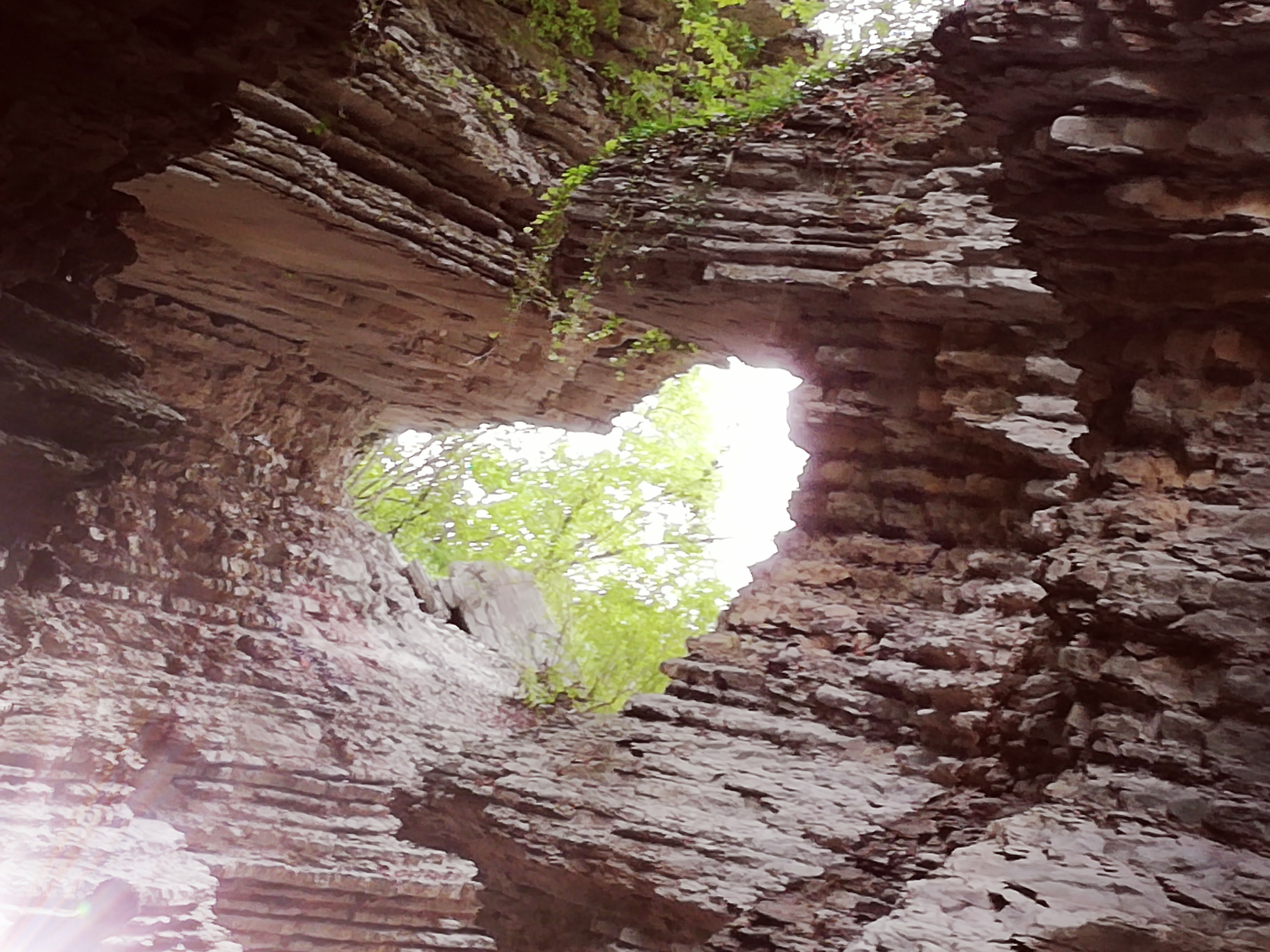
Brent de l'Art
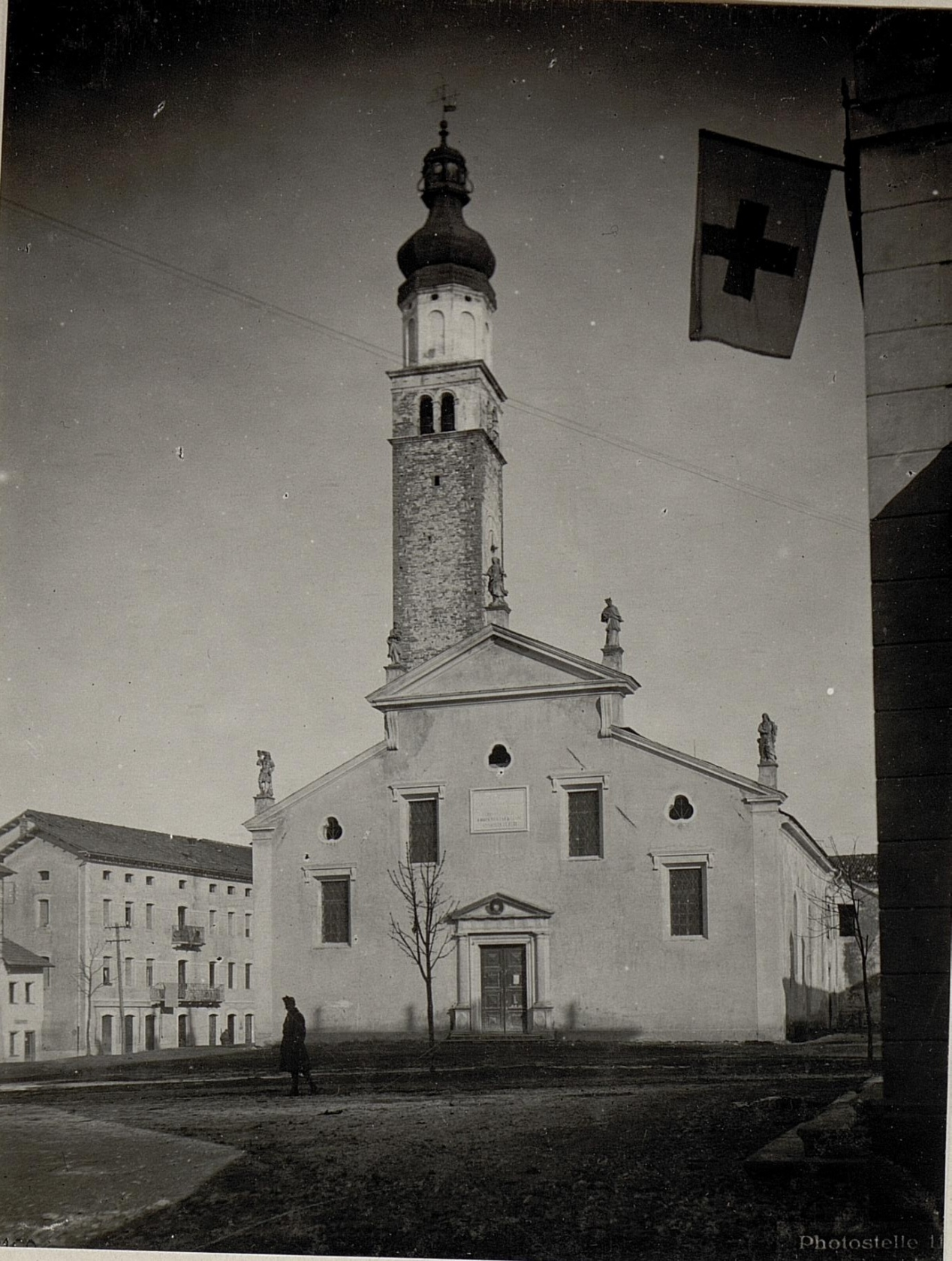
Foto d'epoca del centro di Lentiai